# لاري جاكوبس
لاري جاكوبس (بالإنجليزية: Larry Jacobus)‏ هو لاعب كرة قاعدة أمريكي، ولد في 13 ديسمبر 1894 في سينسيناتي في الولايات المتحدة، وتوفي في 19 أغسطس 1965 في نورث كوليج هيل في الولايات المتحدة.

## وصلات خارجية
- لاري جاكوبس على موقعبيزبول رفرنس.كوم (الدوري الرئيسي) (الإنجليزية)
- لاري جاكوبس على موقعبيزبول رفرنس.كوم (الدوري الثانوي) (الإنجليزية)